# Mario Arteaga
Mario Alberto Arteaga Herrera (29 de noviembre de 1970) Guadalajara, Jalisco fue un futbolista mexicano su posición era mediocampista; conocido por haber jugado en clubes como el Club Deportivo Guadalajara el Club Universidad Nacional y el León fue parte del conjunto mexicano que representó a  México durante los Juegos Olímpicos de Barcelona 1992.

## Trayectoria
Originario de Guadalajara, Jalisco, debutó como profesional el 29 de agosto de 1990 con el Club Deportivo Guadalajara en un clásico frente al Club América dentro de la Copa México, y su debut en el máximo circuito fue el 31 de marzo de 1991 en la derrota frente a las Cobras de Ciudad Juárez, fue el novato revelación en la temporada 91-92 cuando anotó nueve goles. Jugó en total 69 partidos con la escuadra tapatía y anotó sólo 17 tantos. En ese entonces se le veía potencial para cosas grandes, pero nunca terminó de explotar. 
En 1993 Arteaga decidió cambiar de aires, específicamente al León, donde militó por 4 años para después pasar a los Pumas. De calidad comprobada, "Califas" visitó las camisetas de dos grandes con la esperanza de que fuera solución en la delantera, pero nunca fue así. Su estadía con los auriazules fue corta y para 1999 Arteaga pasó a jugar con Chivas Tijuana. Gallos de Aguascalientes fue el último equipo en el que jugó, y se retiró en el 2002.

### Clubes
| Club                     | País                | Año         | Partidos | Goles | Media |
| ------------------------ | ------------------- | ----------- | -------- | ----- | ----- |
| C.D. Guadalajara         | México              | 1990 - 1993 | 69       | 17    | 0.25  |
| León A.C.                | México              | 1993 - 1995 | 12       | 3     | 0.25  |
| U.N.A.M.                 | México              | 1995 - 1997 | 15       | 1     | 0.07  |
| Chivas Tijuana           | México              | 1997 - 1999 | 55       | 10    | 0.18  |
| Nacional Tijuana         | México              | 1999 - 2001 | 63       | 12    | 0.19  |
| Gallos de Aguascalientes | México              | 2001 - 2002 | 22       | 3     | 0.14  |
| Total en su carrera      | Total en su carrera | 1990 - 2002 | 236      | 46    | 0.19  |

## Estadísticas

### Clubes
| C.D. Guadalajara · México           | 1.ª                 |                     |     |    |    |   |   |   |     |    |
| C.D. Guadalajara · México           | 1.ª                 | 1990-91             | 3   | 0  | 5  | 2 | - | - | 8   | 2  |
| C.D. Guadalajara · México           | 1.ª                 | 1991-92             | 22  | 9  | 5  | 1 | - | - | 27  | 10 |
| C.D. Guadalajara · México           | 1.ª                 | 1992-93             | 34  | 5  | -  | - | - | - | 34  | 5  |
| C.D. Guadalajara · México           | 1.ª                 | Total               | 59  | 14 | 10 | 3 | - | - | 69  | 17 |
| León A.C. · México                  | 1.ª                 |                     |     |    |    |   |   |   |     |    |
| León A.C. · México                  | 1.ª                 | 1993-94             | 12  | 3  | -  | - | - | - | 12  | 3  |
| León A.C. · México                  | 1.ª                 | Total               | 12  | 3  | -  | - | - | - | 12  | 3  |
| U.N.A.M. · México                   | 1.ª                 |                     |     |    |    |   |   |   |     |    |
| U.N.A.M. · México                   | 1.ª                 | 1995-96             | 12  | 1  | 0  | 0 | - | - | 12  | 1  |
| U.N.A.M. · México                   | 1.ª                 | 1996-97             | 0   | 0  | 3  | 0 | - | - | 3   | 0  |
| U.N.A.M. · México                   | 1.ª                 | Total               | 12  | 1  | 3  | 0 | - | - | 15  | 1  |
| Chivas Tijuana · México             | 2.ª                 |                     |     |    |    |   |   |   |     |    |
| Chivas Tijuana · México             | 2.ª                 | 1997-98             | 27  | 4  | -  | - | - | - | 27  | 4  |
| Chivas Tijuana · México             | 2.ª                 | 1998-99             | 28  | 6  | -  | - | - | - | 28  | 6  |
| Chivas Tijuana · México             | 2.ª                 | Total               | 55  | 10 | -  | - | - | - | 55  | 10 |
| Nacional Tijuana · México           | 2.ª                 |                     |     |    |    |   |   |   |     |    |
| Nacional Tijuana · México           | 2.ª                 | 1999-00             | 30  | 4  | -  | - | - | - | 30  | 4  |
| Nacional Tijuana · México           | 2.ª                 | 2000-01             | 33  | 8  | -  | - | - | - | 33  | 8  |
| Nacional Tijuana · México           | 2.ª                 | Total               | 63  | 12 | -  | - | - | - | 63  | 12 |
| Gallos de Aguascalientes · México   | 2.ª                 |                     |     |    |    |   |   |   |     |    |
| Gallos de Aguascalientes · México   | 2.ª                 | 2001-02             | 22  | 3  | -  | - | - | - | 22  | 3  |
| Gallos de Aguascalientes · México   | 2.ª                 | Total               | 22  | 3  | -  | - | - | - | 22  | 3  |
| Total en su carrera                 | Total en su carrera | Total en su carrera | 223 | 43 | 13 | 3 | - | - | 236 | 46 |
| (1)Incluye datos de la Copa México. |                     |                     |     |    |    |   |   |   |     |    |

## Selección nacional

### Categorías menores
Sub-23
Participó en la selección de fútbol sub-23 de México que compiten en los Juegos Olímpicos de Barcelona 1992. Se presentó dos veces en el torneo, saliendo de la banca contra Australia y jugando desde el principio contra Ghana.
Participaciones en Juegos Olímpicos
| Torneo                   | Sede   | Resultado    |
| ------------------------ | ------ | ------------ |
| Juegos Olímpicos de 1992 | España | Primera fase |